# So Am I
So Am I – utwór albańsko-amerykańskiej piosenkarki Avy Max wydany na singlu 7 marca 2019 roku przez wytwórnię Atlantic Records wraz z oficjalnym teledyskiem. Utwór był notowany do tej pory na miejscu trzynastym listy UK Singles Chart, a także znalazł się na szczycie notowania Polish Airplay Top 100.
Nagranie w Polsce uzyskało status trzykrotnie platynowej płyty.

## Notowania
| Lista                                    | Pozycja |
| ---------------------------------------- | ------- |
| Billboard Mexico Ingles Charts           | 2       |
| Billboard Mexico Airplay                 | 13      |
| Billboard Switzerland Digital Song Sales | 9       |
| Billboard U.K. Digital Song Sales        | 5       |
| Billboard Australia Digital Song Sales   | 6       |
| U.S. Billboard Euro Digital Song Sales   | 8       |
| UK Singles Chart                         | 13      |
| Swedish Top 100                          | 16      |
| Singles Top 100                          | 18      |
| GfK Entertainment                        | 21      |
| Ö3 Austria Top 40                        | 26      |
| FR Top 200 Singles                       | 58      |
| MegaCharts                               | 23      |
| Ultratop 50 Singles (Walonia)            | 40      |
| Ultratop 50 Singles                      | 13      |
| Musiikkituottajat                        | 8       |
| Track Top-40                             | 16      |
| Top 50 Singles                           | 14      |
| Recorded Music NZ                        | 23      |
| AirPlay – Top                            | 1       |